# Giovanna Grandón
Giovanna Jazmín Grandón Caro (Santiago de Chile, 6 de mayo de 1975), más conocida como la Tía Pikachu, es una asistente de párvulos, activista social y política chilena. Actualmente es una de las vicepresidentas del Partido Popular. Obtuvo una gran atención mediática y social durante las manifestaciones acontecidas en Chile desde octubre de 2019, debido a que utilizaba un disfraz de Pikachu, personaje de la saga Pokémon.
El 16 de mayo de 2021 fue electa como constituyente del distrito 12 en las elecciones de convencionales constituyentes de Chile de 2021.

## Biografía
Giovanna Grandón nació en Santiago de Chile en una familia de cuatro hermanas, Grandón como la mayor de ellas desde muy temprana edad ayudaba a su madre soltera en las labores del hogar y en el cuidado de sus hermanas menores. En su adolescencia conoció a Jorge Millán Abarzua con quién se casó en el año 1993. Fruto de este matrimonio nacieron una hija y tres hijos.
Trabajó como vendedora y feriante, para luego estudiar la carrera técnica en Educación de Párvulos y comenzó a ejercer en el año 1996 en la Fundación Integra de la Junta Nacional de Jardines Infantiles (Junji) donde su trabajo consistía ampliamente en educar y cuidar a niños en riesgo social en su primera infancia.
Giovanna comenzó a trabajar como transportista escolar en 2015 entregando servicios para un colegio en la comuna de Peñalolén. Antes del estallido social, viviendo en la población Lo Hermida, ella y su familia estaban preparándose para mudarse a Piriápolis, Uruguay, buscando un nuevo horizonte de oportunidades para vivir.

## Actividad pública y carrera política

### La popularidad de "Baila Pikachu"

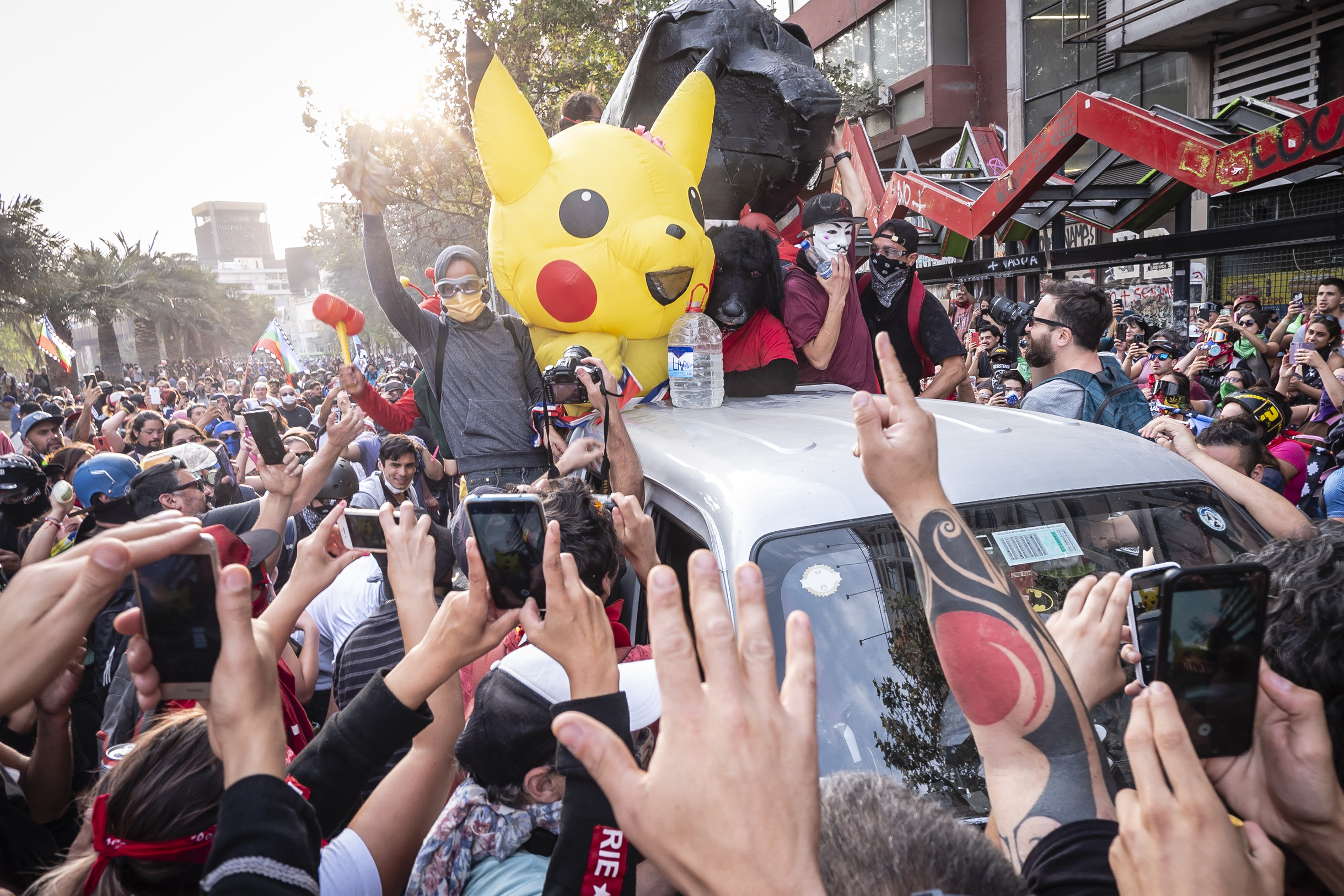
Llegada de personajes de la Liga de La Justicia Chilena a Plaza Baquedano (enero de 2020)

El origen del apodo «Tía Pikachu» se debe a que Grandón asistió junto a su marido a «La marcha más grande de Chile», el 25 de octubre de 2019. En entrevistas ha señalado que antes de salir a la marcha, Grandón volvió a casa a buscar el traje del personaje amarillo que había comprado por error su hijo menor de 7 años. El primer traje fue comprado junto con otros productos; ella revendió todos los otros productos, y mantuvo el traje para celebrar halloween. Cuando el esposo de Grandón vio que llevaba el traje le preguntó por qué decidió llevarlo, a lo que ella respondió «Pa' bailar po».
Horas más tarde, los manifestantes marchaban por el centro de Santiago cantando «Baila Pikachu, Baila Pikachu» hacia Grandón en su traje. Ella bailaba y giraba con entusiasmo, pero finalmente tropezó en la avenida Vicuña Mackenna —entre las calles Marín y Santa Isabel— y cayó ante las cámaras de un sinfín de manifestantes. Todos los viernes, Grandón comenzó a ir a Plaza Baquedano a apoyar las movilizaciones sociales. La viralización del video llevó a que una de las hijas crease un Instagram especial para el personaje: en 24 horas la cuenta ya poseía más de 24 mil seguidores.
Esta instancia de participación la llevó a convertirse en uno de los personajes símbolo de las manifestaciones del estallido social. Posteriormente siguió participando activamente en las protestas desarrolladas entre octubre de 2019 y marzo de 2020.
El 23 de febrero de 2020 participó en una rutina del imitador y humorista Stefan Kramer en el LXI Festival Internacional de la Canción de Viña del Mar. En febrero de 2020 ella había realizado una gira nacional visitando las ciudades de Concepción, Valdivia, Osorno, entre otras. En marzo de ese año había participado en conciertos de beneficencia con Anita Tijoux, Princesa Alba y los personajes de 31 minutos.
El 8 de marzo, durante la conmemoración del Día Internacional de la Mujer, Giovanna Grandón recibió un perdigón en el pie durante enfrentamientos con Carabineros. Durante los siguientes meses de 2020 siguió participando en actividades y manifestaciones sociales públicas.
Hasta mayo de 2021, ella tiene en uso su séptimo disfraz, ya que «los químicos que tiene el agua del camión hidrante deterioran la tela con la que está confeccionado».
Debido a la Pandemia de COVID-19 en Chile las protestas cesaron, sin embargo, siguió siendo una voz crítica hacia el Estado chileno y como es que la pandemia dejó a la vista las debilidades del sistema público y privado.
Con el anuncio del Plebiscito nacional con el cual se votaría la opción de una nueva constitución, Grandón participó en las actividades de campaña por el apruebo.
El 31 de octubre de 2020 fue agredida por Carabineros mientras participaba en una manifestación pacífica al costado del puente Pío Nono. Durante el altercado, su traje fue rasgado, recibió un puñetazo en la cara y la rociaron con gas pimienta.

### Labores sociales
Ante su popularidad, Grandón realizó diversos llamados a apoyar al pueblo chileno en ollas comunes, restauración de viviendas en campamentos, acopio de alimentos y vestuario para todas las edades. Junto a un equipo de voluntarios, todos los meses organizaban labores sociales y las llamaban "El pueblo ayuda al pueblo" las cuales consistían en ayudar a comunidades enteras a sobrellevar la crisis que provocó la pandemia.

### Candidatura a la Convención Constitucional
Las movilizaciones seguían y exigían un cambio de constitución. Los simpatizantes de Grandón comenzaron a pedirle oficializar su posible candidatura como convencional constituyente. Con los resultados del plebiscito nacional, el 26 de octubre del mismo año anunció su interés de ser candidata constituyente, siendo su intención en un inicio de formar una lista de candidatos independientes para enero de 2021; en esta línea también señaló que rechazó muchas ofertas de partidos políticos para tenerla a ella como candidato.
Con la creación de La Lista del Pueblo, ella se integra a esta como precandidata en noviembre; posteriormente obtuvo los patrocinios y firmas para oficializar su candidatura. El 16 de mayo de 2021 fue electa como convencional constituyente del distrito 12 en las elecciones con 20 935 (5,64%) votos a su favor. Su campaña y elección ha sido destacada en medios internacionales de Argentina, España, Perú, Reino Unido y México.
En septiembre de 2021, tras las diversas controversias que involucraron a La Lista del Pueblo, Grandón deja la coalición. Actualmente es parte del colectivo "Coordinadora Constituyente Plurinacional y Popular" en la Convención Constitucional.
El 5 de marzo de 2022 asumió como vicepresidenta adjunta de la Convención. Renunció a dicho cargo el 6 de mayo del mismo año.

### Elecciones de convencionales constituyentes de 2021
- Elecciones de convencionales constituyentes de 2021, para convencional constituyente por el distrito N.º 12 (La Florida, Puente Alto, Pirque, La Pintana y San José de Maipo).[32]

| Candidato                     | Pacto                                     | Partido | Votos  | %     | Resultado                  |
| ----------------------------- | ----------------------------------------- | ------- | ------ | ----- | -------------------------- |
| Benito Baranda Ferran         | Independientes por una Nueva Constitución | ILYV    | 47 217 | 12,69 | Convencional Constituyente |
| Beatriz Sánchez Muñoz         | Apruebo Dignidad                          | ILYQ    | 28 265 | 7,59  | Convencional Constituyente |
| Alondra Carrillo Vidal        | Voces Constituyentes                      | ILT     | 22 993 | 6,18  | Convencional Constituyente |
| Giovanna Grandón Caro         | La Lista del Pueblo Distrito 12           | ILYL    | 20 979 | 5,64  | Convencional Constituyente |
| Rafael Sotomayor Narbona      | La Lista del Pueblo Distrito 12           | ILYL    | 19 442 | 5,22  |                            |
| Macarena Venegas Tassara      | Vamos por Chile                           | ILXP    | 17 480 | 4,70  |                            |
| Bastián Bodenhöfer Alexander  | Apruebo Dignidad                          | ILYQ    | 16 078 | 4,32  |                            |
| María Luisa Cordero Velásquez | Vamos por Chile                           | ILXP    | 15 095 | 4,06  |                            |
| Manuel José Ossandón Lira     | Vamos por Chile                           | ILXP    | 13 845 | 3,72  | Convencional Constituyente |
| María Soledad Cisternas Reyes | Independientes por una Nueva Constitución | ILYV    | 12 761 | 3,43  |                            |
| Camila Cartes Cordero         | La Lista del Pueblo Distrito 12           | ILYL    | 12 490 | 3,36  |                            |
| Bárbara Figueroa Sandoval     | Apruebo Dignidad                          | PCCh    | 10 153 | 2,73  |                            |
| Bernardita Paul Ossandón      | Vamos por Chile                           | RN      | 9 298  | 2,50  |                            |
| Romanina Morales Baltra       | Lista del Apruebo                         | PS      | 4 663  | 1,25  |                            |
| Hernán Palma Pérez            | Partido Humanista                         | PH      | 4 215  | 1,13  |                            |
| Marcela Mella Ortiz           | Apruebo Dignidad                          | ILYQ    | 3 712  | 1,00  |                            |
| Juan José Martin Bravo        | Independientes por una Nueva Constitución | ILYV    | 2 709  | 0,73  | Convencional Constituyente |